# Miquel Monrás
Miquel „Miki” Monrás Albanell (ur. 17 stycznia 1992 roku w Barcelonie) – hiszpański kierowca wyścigowy.

## Kariera

### Formuła Renault
Hiszpan karierę rozpoczął od startów w kartingu. Po zakończeniu w niej działalności, w roku 2007 rozpoczął starty w seriach open-wheel. Na początku sezonu brał udział w zimowej edycji Włoskiej Formuły Renault. Zmagania w niej zakończył na 13. miejscu. Następnie wystąpił w trzech wyścigach Formuły Master Junior. Zdobycz punktowa przekraczająca dwadzieścia oczek pozwoliła mu zająć 25. pozycję w końcowej klasyfikacji.
W roku 2008 dzielił starty pomiędzy Wschodnioeuropejskim a Europejskim Pucharem Formuły Renault. Początkowo ścigał się w brytyjskiej ekipie Hitech Racing, jednak po jakimś czasie przeniósł się do francuskiej stajni SG Formula. Rywalizację ukończył odpowiednio na 8. i 21. lokacie. W kolejnym sezonie kontynuował w nich swój udział (od początku z francuskim zespołem). Po zaliczeniu kilku miejsc na podium, zmagania zakończył odpowiednio na 4. i 5. miejscu w końcowej klasyfikacji.

### Seria GP3
Na sezon 2010 podpisał kontrakt z australijską stajnią MW Arden (współwłaścicielem tej ekipy jest kierowca Formuły 1 – Mark Webber), w nowo utworzonej serii GP3. W ciągu 16 wyścigów pięciokrotnie dojechał na punktowanej pozycji, z czego dwukrotnie na podium. Przyzwoity debiut w serii zakończył na 10. miejscu w ogólnej punktacji.

## Statystyki
| Sezon | Seria                                  | Zespół                        | Wyścigi | Zwycięstwa | PP | NO | Podium | Punkty | Pozycja |
| ----- | -------------------------------------- | ----------------------------- | ------- | ---------- | -- | -- | ------ | ------ | ------- |
| 2007  | Master Junior Formula                  |                               | 3       | 0          | 0  | 0  | 0      | 25     | 17      |
| 2007  | Włoska Formuła Renault (edycja zimowa) | Cram Competition              | 4       | 0          | 0  | 0  | 0      | 32     | 13      |
| 2008  | Formuła Renault 2.0 WEC                | Hitech Junior Team SG Formula | 15      | 0          | 0  | 0  | 1      | 30     | 8       |
| 2008  | Europejski Puchar Formuły Renault 2.0  | Hitech Junior Team SG Formula | 14      | 0          | 0  | 0  | 0      | 6      | 21      |
| 2009  | Europejski Puchar Formuły Renault 2.0  | Epsilon Euskadi               | 14      | 0          | 0  | 0  | 3      | 76     | 5       |
| 2009  | Formuła Renault 2.0 WEC                | Epsilon Euskadi               | 14      | 0          | 1  | 1  | 7      | 117    | 4       |
| 2010  | Seria GP3                              | MW Arden                      | 16      | 0          | 0  | 1  | 2      | 17     | 10      |
| 2011  | Formuła 2                              | MotorSport Vision             | 8       | 1          | 1  | 2  | 2      | 153    | 4       |

## Wyniki w GP3
| Legenda oznaczeń w tabelach wyników Wyświetl szablon na nowej stronie | Legenda oznaczeń w tabelach wyników Wyświetl szablon na nowej stronie                                                                     |
| Oznaczenie                                                            | Wyjaśnienie |
| --------------------------------------------------------------------- | --- |
| Złoty                                                                 | Zwycięzca lub mistrzostwo |
| Srebrny                                                               | 2. miejsce lub wicemistrzostwo |
| Brązowy                                                               | 3. miejsce lub II wicemistrzostwo |
| Zielony                                                               | Ukończył, punktował (w klasyfikacji generalnej, gdy zdobył co najmniej jeden punkt na przestrzeni sezonu, poza trzema powyższymi opcjami) |
| Niebieski                                                             | Ukończył, nie punktował (w klasyfikacji generalnej, gdy nie zdobył co najmniej jednego punktu na przestrzeni sezonu)                      |
| Czerwony                                                              | Nie zakwalifikował się (NZ) |
| Czerwony                                                              | Nie prekwalifikował się (NPK) |
| Różowy                                                                | Nie ukończył (NU) |
| Różowy                                                                | Niesklasyfikowany (NS) (w klasyfikacji generalnej, gdy nie został sklasyfikowany w żadnym wyścigu sezonu)                                 |
| Czarny                                                                | Zdyskwalifikowany (DK) |
| Czarny                                                                | Wykluczony (WYK/EX) |
| Biały                                                                 | Nie wystartował (NW) |
| Biały                                                                 | Kontuzjowany (K/INJ) |
| Biały                                                                 | Wyścig odwołany (OD/C) |
| Bez koloru                                                            | Został wycofany (WYC/WD) |
| Bez koloru                                                            | Nie przybył (NP/DNA) |
| Bez koloru                                                            | Nie brał udziału w treningach (NT/DNP) |
| Bez koloru                                                            | Nie został zgłoszony (–) |
| Pogrubienie                                                           | Start z pole position |
| Kursywa                                                               | Najszybsze okrążenie wyścigu |
| †                                                                     | Nie ukończył, ale jego rezultat został zaliczony ze względu na przejechanie więcej niż 90% dystansu wyścigu.                              |
| *                                                                     | Sezon w trakcie |
| 1/2/3                                                                 | Punktowana pozycja w sprincie kwalifikacyjnym                                                                                             |
| Lista systemów punktacji Formuły 1                                    | |

| Rok  | Zespół     | Wyniki w poszczególnych eliminacjach | Wyniki w poszczególnych eliminacjach | Wyniki w poszczególnych eliminacjach | Wyniki w poszczególnych eliminacjach | Wyniki w poszczególnych eliminacjach | Wyniki w poszczególnych eliminacjach | Wyniki w poszczególnych eliminacjach | Wyniki w poszczególnych eliminacjach | Wyniki w poszczególnych eliminacjach | Wyniki w poszczególnych eliminacjach | Wyniki w poszczególnych eliminacjach | Wyniki w poszczególnych eliminacjach | Wyniki w poszczególnych eliminacjach | Wyniki w poszczególnych eliminacjach | Wyniki w poszczególnych eliminacjach | Wyniki w poszczególnych eliminacjach | Punkty | Pozycja |
| ---- | ---------- | ------------------------------------ | ------------------------------------ | ------------------------------------ | ------------------------------------ | ------------------------------------ | ------------------------------------ | ------------------------------------ | ------------------------------------ | ------------------------------------ | ------------------------------------ | ------------------------------------ | ------------------------------------ | ------------------------------------ | ------------------------------------ | ------------------------------------ | ------------------------------------ | ------ | ------- |
| 2010 | Addax Team | ESP                                  | ESP                                  | TUR                                  | TUR                                  | VAL                                  | VAL                                  | GBR                                  | GBR                                  | DEU                                  | DEU                                  | HUN                                  | HUN                                  | BEL                                  | BEL                                  | ITA                                  | ITA                                  | 17     | 10      |
| 2010 | Addax Team | 10                                   | 23                                   | 7                                    | 2                                    | 5                                    | 13                                   | 15                                   | 18                                   | NU                                   | 15                                   | NU                                   | 20                                   | 9                                    | 3                                    | 11                                   | 6                                    | 17     | 10      |